# 자월도
자월도(紫月島)는 승봉도와 대이작도 등을 관할하는 인천광역시 옹진군 자월면의 주도(主島)이다.
조선시대에는 소물도(召忽島)라고 불렸고, 1914년 경기도 부천군이었다가 1973년 경기도 옹진군에 편입된 후 인천광역시로 편입되었다. 근처에 독바위라고 불리는 무인도가 있다.